# Alchornea triplinervia
La Tapi'a guasu' y, aicha aicha o Zancudo caspi (Alchornea triplinervia) es un árbol maderable de la familia de las euphorbiaceaes. Se desarrolla abundantemente en selvas subtropicales de América del Sur. Especialmente en los siguientes estados de Brasil: Amazonas, Bahía, Espírito Santo, Goiás, Mato Grosso, Mato Grosso do Sul, Minas Gerais, Paraná, Río de Janeiro, Rio Grande do Sul, Rondônia, Roraima, Santa Catarina, y São Paulo.

## Descripción
Son arbustos o árboles, de copa redondeada, densa, con el fuste tortuoso y que alcanzan un tamaño de 2–20 m de alto. Las hojas, ovadas o elípticas a obovadas, tienen de 3–10 cm de largo y 2–5.5 cm de ancho; son obtusas a agudas o acuminado-cuspidadas en el ápice, cuneadas a redondeadas o subcordadas en la base y generalmente con 2–4 glándulas, con márgenes crenulados a serrados, algo coriáceas; sus pecíolos miden 0,5–4 cm de largo. Las inflorescencias son espigas mayormente axilares y no ramificadas: las estaminadas, de  2–7cm de largo; las pistiladas de 3–12cm de largo, con sépalos de 0,8–1mm de largo y estilos de 7–15 mm de largo. El fruto es una cápsula de 7–10mm ancho con semillas 4–5 mm de largo. Florece en verano y fructifica de otoño a invierno.

## Hábitat
Es endémica del oriente de Sudamérica. Se desarrolla en barrancos, laderas y terrazas con cierta humedad en las zonas bajas y medias (300 - 1.200 m).

## Ecología, silvicultura,dasonomía
Se utiliza como árbol ornamental de parques por su vistoso porte y floración. Esta planta requiere pocos cuidados, pero necesita calor y cierto grado de humedad ambiental. Se propaga por semillas y más raramente por gajos.
Especie secundaria inicial en asociaciones subclímax como parte del bosque secundario. Especie heliófita, aunque tolera sombra en su fase juvenil. Está en lo húmedo de los bosques secundarios, y común de claros de bosques degradados de tormentas y sobreexplotaciones. En esos sitios alterados se los observa con un excelente poder germinativo, y con rápido crecimiento si recibe abundante luz.
Posee baja resistencia a heladas y a insectos.
La madera es de color amarillo ocre, sin olor o indistinguible. Su peso específico en g/cm³ es de 0,58 y es de trabajabilidad muy buena .

## Taxonomía
Alchornea triplinervia fue descrita por (Spreng.) Müll.Arg. y publicado en Prodromus Systematis Naturalis Regni Vegetabilis 15(2): 909. 1866.
Sinonimia
- Alchornea acroneura Pax & K.Hoffm.
- Alchornea brevistyla Pax & K.Hoffm.
- Alchornea glandulosa var. parvifolia Benth.
- Alchornea intermedia Klotzsch ex Benth.
- Alchornea janeirensis Casar.
- Alchornea nemoralis Mart.
- Alchornea obovata Pax & K.Hoffm.
- Alchornea parvifolia Miq.
- Alchornea parvifolia Klotzsch ex Benth.
- Alchornea psilorhachis Klotzsch ex Benth.
- Alchornea rotundifolia Moric. ex Baill.
- Antidesma guatemalensis Lundell
- Antidesma triplinervium Spreng.[3][4]